# Милош Єлич
Милош Є́лич (серб. Милош Јелић; 9 вересня 1981, Новий Сад, Югославія) — сербський музикант, клавішник і аранжувальник гурту «Океан Ельзи».

## Життєпис
Народився 9 вересня 1981 року в м. Новий Сад, Югославія. Почав займатися музикою в 7 років.
Закінчив музичну школу в Новому Саді та Національну музичну академію імені Чайковського (композиторський факультет).

## Кар'єра

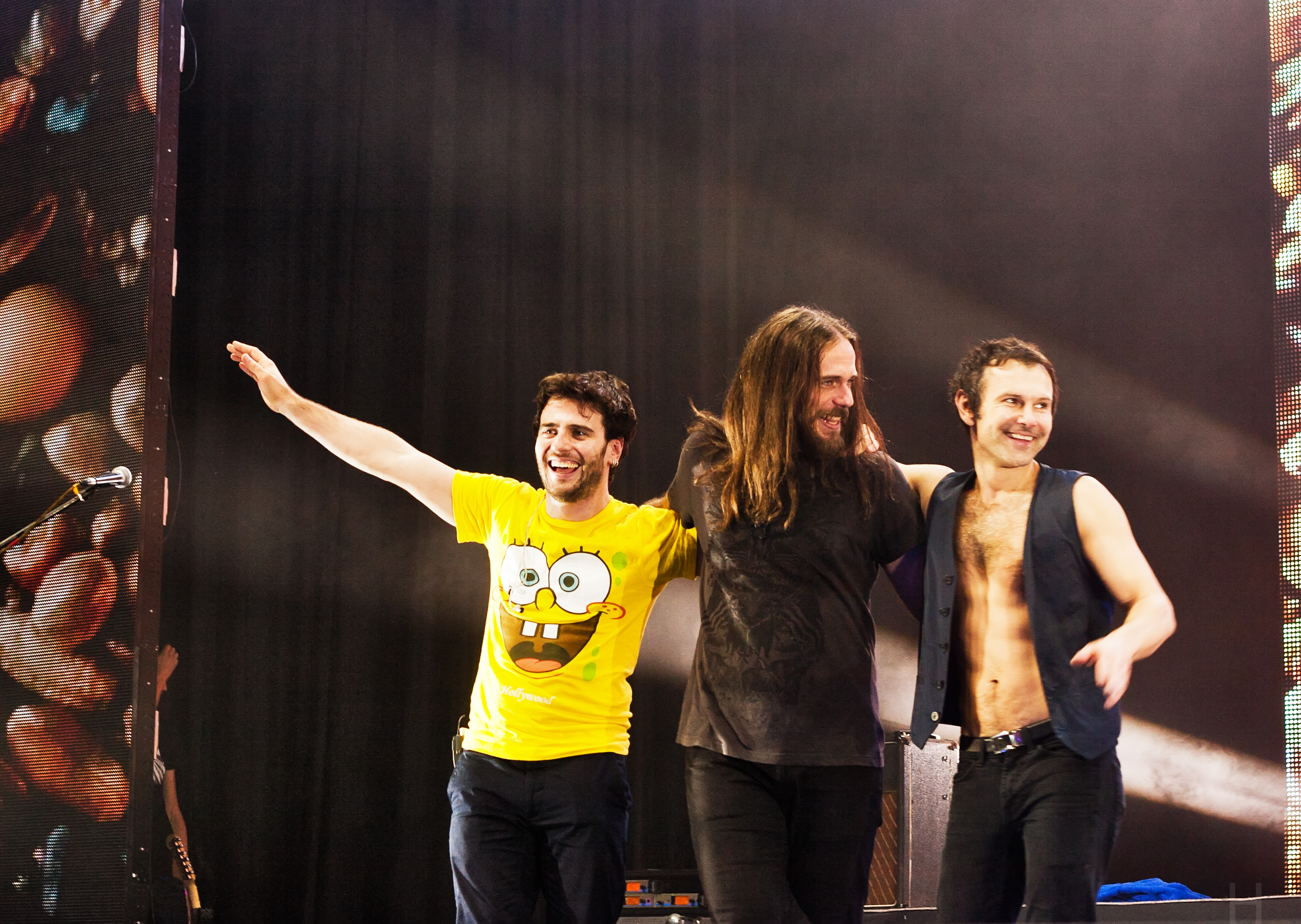
Концерт у Києві. 28 вересня 2013

Першим колективом стала аматорський гурт «The whisper of nature».
Написав гімн збірній Югославії з баскетболу перед чемпіонатом світу 2002, який югослави успішно виграли.
У 2004 році зустрівся з учасниками гурту «Океан Ельзи» з приводу аранжування для струнного квартету акустичної програми «Тихий Океан», що і стало початком виступу Мілоша в гурті. Крім виступів у «Океані Ельзи», Мілош пише музику для театру, кіно, фортепіанних виконавців, а також є автором оркестровок акустичних проектів Святослава Вакарчука.
У 2017 році став саундпродюсером співачки Христини Соловій в пісні «Fortepiano».

## Сім'я

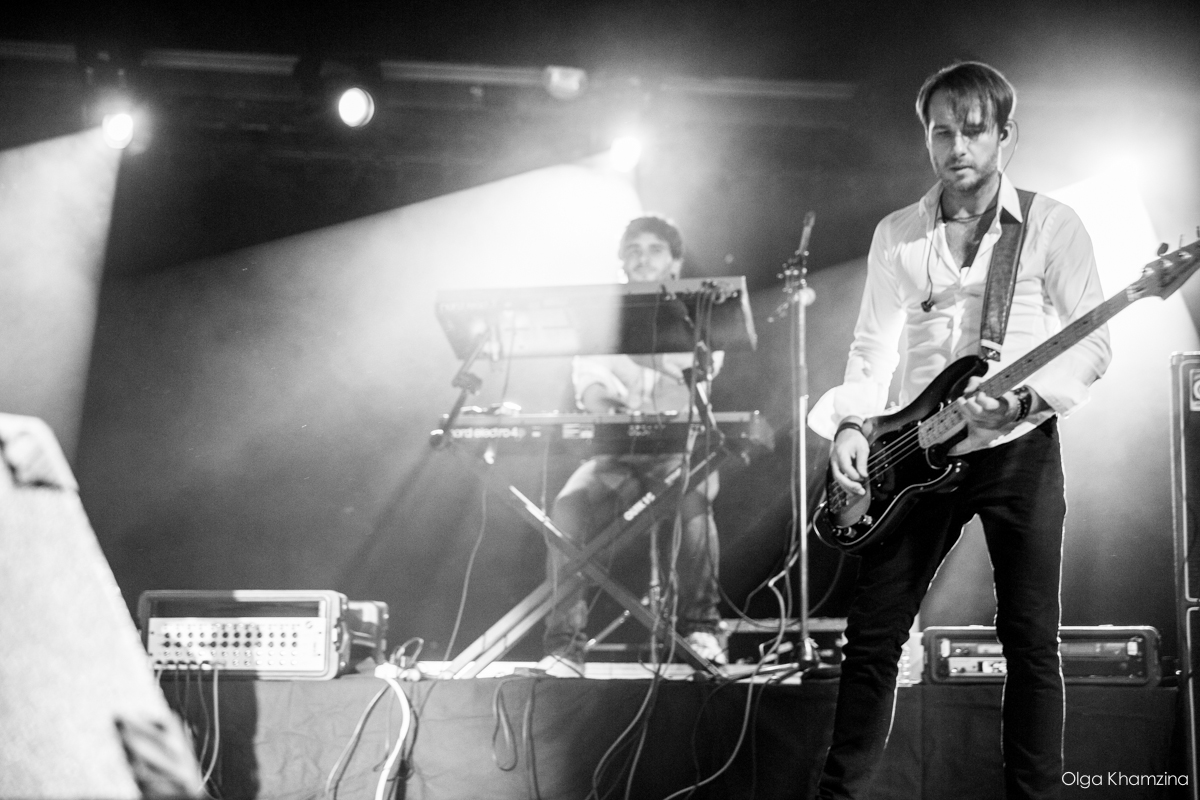
Денис Дудко та Милош Єлич на концерті в Казані, виступ 20 жовтня 2013 року

Розлучений, має сина Луку (народився в 2005 році) та дочку Мілу (народилася в 2008 році).
У серпні 2014 року вдруге одружився. Дружину звати Наталія, вона родом з Самарської області. 11 червня 2015 року у них народився син Вук.